# Retrat de Pablo Picasso
|  | Aquest article tracta sobre el dibuix de Ramon Casas. Si cerqueu el quadre de Juan Gris, vegeu «Retrat de Pablo Picasso (Juan Gris)». |

Retrat de Pablo Picasso és un dibuix (carbonet i pastel sobre paper) de 69 × 44,5 cm realitzat per Ramon Casas i Carbó a París cap a 1900, el qual es troba al Museu Nacional d'Art de Catalunya.

## Context històric i artístic
Figura emblemàtica del primer modernisme català, Casas encapçala, al costat d'altres artistes, el moviment de renovació de les arts figuratives catalanes de finals del segle xix i principis del xx. Casas va fer aquest magnífic retrat de Picasso jove, a l'edat de 19 anys, a París, quan tots dos pintors van visitar l'Exposició Universal del 1900. Ambdós artistes s'havien conegut, segurament el 1899, als Quatre Gats, un dels centres més dinàmics i emblemàtics de la Barcelona modernista.

## Descripció
Les excel·lents facultats artístiques del pintor es manifesten en aquest extraordinari dibuix pertanyent a la cèlebre galeria de retrats donada per l'autor a la Junta de Museus de Barcelona, el 1909, i en la qual va fixar la imatge iconogràfica de les grans personalitats (artistes, músics i polítics) de la societat del seu temps. Molt probablement amb la intenció de trencar l'efecte òptic de repetició seriada, Casas va decidir alternar tant la disposició de les figures -dempeus, assegudes, en bust, de mig cos, de cos sencer- com la incorporació d'elements de paisatge o arquitectònics destinats a generar un major dinamisme o riquesa figurativa. Un exemple d'aquesta segona tipologia seria aquest retrat, que en el segon terme de la composició inclou una referència a la ciutat de París, identificada per alguns dels seus monuments més emblemàtics, entre els quals destaca la inconfusible silueta de la basílica del Sacré Cœur, així com les aspes del popular Moulin de la Galette.